# Nadseja Abramawa

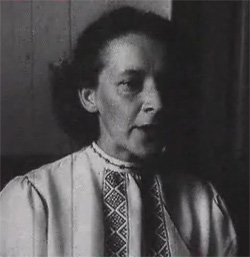
Nadseja Abramawa, vor 1945

Nadseja Aljaksandrauna Abramawa (belarussisch Надзея Алякса́ндраўна Абрамава; ab 1945 Nadeshda Theodorowitsch; * 1907 im Gouvernement Minsk; † 18. Februar 1979 in München) war eine belarussische Politikerin, Aktivistin und Publizistin. Während der deutschen Besatzungszeit im Zweiten Weltkrieg war sie Leiterin der Mädchenorganisation des Weißruthenischen Jugendwerks.

## Leben
Abramawa wurde 1907 im Gouvernement Minsk im damaligen Russischen Kaiserreich geboren. Sie besuchte Abendkurse am Pädagogischen Institut in Minsk, beendete ihr Studium am Medizininstitut in Minsk und arbeitete in einer psychiatrischen Universitätsklinik. In der Zeit des Zweiten Weltkriegs arbeitete sie aktiv mit den deutschen Besatzern zusammen. Ab Mitte 1942 leitete sie die Versorgung der Kinder im Weißruthenischen Selbsthilfewerk. Am 22. Juni 1943 wurde sie Vorsitzende der Mädchenorganisationen des Weißruthenischen Jugendwerks. Ebenfalls schrieb sie regelmäßig für die Zeitung „Es lebe Weißrussland“. Im selben Jahr wurde sie Vertrauensperson des Weißruthenischen Zentralrats. Sie war Teilnehmerin des II. Weißrussischen Volkskongresses am 27. April 1944 im heutigen Janka-Kupala-Theater.
Im Sommer 1944 floh Abramawa nach Deutschland und arbeitete im reduzierten Verwaltungspersonal des Weißruthenischen Jugendwerks in Troppau. In dieser Zeit gab sie das Bulletin Lernliste heraus. Am 15. September 1944 wurde Abramawa in den Weißruthenischen Zentralrat in Berlin kooptiert. Nach dem Krieg nahm sie im Exil den Namen Nadeshda Theodorowitsch an und hielt sich für einige Zeit in einem Kloster auf. Später arbeitete sie am Institut zur Erforschung der UdSSR e.V. in München, wo sie sich mit den Themen Atheismus und Religion auseinandersetzte. Sie war ein aktives Mitglied der Russischen Griechisch-katholischen Gemeinde Hl. Nikolaus und Sel. Leonid. Theodorowitsch starb am 18. Februar 1979 in München.

## Veröffentlichungen (Auswahl)
- Nadeshda Theodorowitsch: Religion und Atheismus in der UdSSR. Dokumente und Berichte. Claudius Verlag, München 1970.